# Лорди Флетбуша
«Лорди Флетбуша» (англ. The Lord's of Flatbush) — американська комедія 1974 року.

## Сюжет
Фільм про молодих хлопців з клубу «Лорди Флетбуша» про їх життя і проблеми. Дія фільму відбувається в п'ятдесяті роки. Одягнені в сині джинси, чорні шкіряні куртки і з поганими манерами, Стенлі, Бутчі, Чіко і Вімпі являють собою банду яка займається крадіжками машин в Брукліні. Попри свій жорсткий зовнішній вигляд, ці хлопці просто хочуть отримати задоволення, грають на гроші в більярд, роз'їжджають у відкритих автомобілях і зустрічаються з дівчатами.

## У ролях
| Актор              | Роль                 |
| ------------------ | -------------------- |
| Перрі Кінг         | Девід «Чіко» Тайрелл |
| Сильвестр Сталлоне | Стенлі Роселло       |
| Генрі Вінклер      | Бутчі Вайнштейн      |
| Пол Мейс           | Вімпі Мургало        |
| Сьюзан Блейклі     | Джейн Бредшоу        |
| Марія Сміт         | Френні Малінканіо    |
| Рені Періс         | Енні Юкаманеллі      |
| Пол Джабара        | Крейзі Коен          |
| Брюс Рід           | Майк Мамбо           |
| Френк Стейфел      | Арні Левін           |